# 羽門の滝
羽門の滝（うどのたき）は、大分県杵築市山香町野原小野尾にある滝である。

## 概要
杵築市を流れる八坂川の支流である松尾川上流にある滝で、落差は約12mほどである。付近には駐車場や休息所が整備されている。尚、八坂川には水の口湧水があり、河口には杵築城がある。
33.4236202,131.5120403